# Orthiopteris ferulacea
Orthiopteris ferulacea är en ormbunkeart som först beskrevs av Thomas Moore, och fick sitt nu gällande namn av Edwin Bingham Copeland. Orthiopteris ferulacea ingår i släktet Orthiopteris och familjen Saccolomataceae. Inga underarter finns listade.